# 바이오에프디엔씨
바이오에프디엔씨(Bio-FD&C Co. Ltd.)는 대한민국의 식물세포 유래 유효물질 및 약리물질을 개발 기업이다. 본사는 인천광역시 연수구 송도미래로 30에 위치해 있으며 대표이사는 모상현이다.

## 같이 보기
- 바이오니아
- 쎌바이오텍
- 휴메딕스

## 참고문헌
1. ↑  김예나, 바이오에프디엔씨 “작년 대비 30% 매출 성장…내년 더욱 커질 것”, 한국경제, 2022.11.11
2. ↑  김태일, 바이오에프디엔씨, IR52 장영실상 수상으로 기술력 입증, 팜뉴스, 2022.11.22
3. ↑  권혁진, 바이오에프디엔씨, '라트바이오'와 신소재 공동연구개발 MOU, 약업신문, 2022-09-26